# Gyeon Singeom
Gyeon Singeom (né en 885 et mort le 26 septembre 936) est le deuxième et dernier roi du royaume de Hubaekje (en) en Corée. Il a régné de 935 à sa mort.